# Sergio Vargas Pino
Sergio Alex Vargas Pino (San Antonio, Chile, 24 de julio de 1980) es un exfutbolista chileno, que se desempeñaba como mediocampista. Fue un referente del Deportes La Serena.

## Trayectoria
Se formó como futbolista en las divisiones inferiores de O'Higgins, su juego se basa en la marca férrea y en todo el despliegue físico, tuvo un paso fugaz por el primer equipo, estuvo dos años de experiencia que lo ayudó mucho a crecer como jugador, luego parte a Deportes Linares donde no logra la regularidad esperada.                                                                                                                  En el año 2004 recala en Deportes Temuco en donde alcanza gran regularidad, siendo el volante central titular del equipo, transformándose en pieza clave en la campaña de ese año. La directiva de Cobreloa envió dineros a Deportes Temuco en busca del traspaso de Cristián Canío, pero la negociación no resultó, por lo que  le devolvieron parte del dinero y enviaron a Sergio a jugar en el equipo de Calama; en donde logró ser titular. Para el campeonato siguiente no renueva contrato y se marcha a jugar a Everton equipo en el que logra ser titular en gran parte del año.           
En el año 2007 llega a jugar a Deportes La Serena en donde logró sus mejores temporadas siendo titular además de convertirse en un referente dentro del equipo destacando en la gran campaña de 2011, tuvo su momento más amargo al año siguiente al descender a la Primera B. Al campeonato siguiente estuvo al borde de descender nuevamente salvándose en la última fecha, llegó a ser el 2° capitán del equipo; se retira del fútbol profesional no logrando devolver al club a Primera División luego de que la dirigencia granate decidiera no renovarle contrato.

## Clubes
| Club               | País  | Año       |
| ------------------ | ----- | --------- |
| O'Higgins          | Chile | 2001-2002 |
| Deportes Linares   | Chile | 2003      |
| Deportes Temuco    | Chile | 2004      |
| Cobreloa           | Chile | 2005      |
| Everton            | Chile | 2006      |
| Deportes La Serena | Chile | 2007-2015 |

- Datos: Q7454436